# Grupo de Forcados Amadores de Riachos
O Grupo de Forcados Amadores de Riachos actual é um grupo de forcados fundado a 27 de Julho de 2012. A Vila de Riachos, pertencente ao município de Torres Novas, tem uma longa História ligada à forcadagem e à cultura tauromáquica. Foram forcados de Riachos os convidados para a corrida inaugural de 12 toiros da Praça de Toiros do Campo Pequeno em 1892.

## História
A Vila de Riachos está rodeada de amplos campos agrícolas. Desde tempos remotos a população da vila teve aptidão e gosto pela tauromaquia. 
Há registo de diversas formações com o nome do Riachos, datando a primeira ainda do tempo do Campo de Santana, em Lisboa, havendo registo de serem comandados por Júlio Rafôa. Por razões diversas os grupos tiveram efémera existência, tal como sucedeu com outras formações da época.
Constituído novo Grupo de Forcados de Riachos no final do século XIX, foi o mesmo convidado para a inauguração do Campo Pequeno a 18 de Agosto de 1892. Sob o comando de Manuel Alcorriol, coube ao forcado José Sapateiro efectuar a primeira pega da hoje centenária Monumental do Campo Pequeno, a mais importante Praça de Toiros de Portugal. Esta formação extinguiu-se pouco depois, nada tendo que ver com os Grupos de Forcados Amadores de Riachos fundados posteriormente.
Após 45 anos sem forcados em Riachos, novo Grupo foi fundado em 1995, sob o comando do Cabo João Santos. Este grupo terminou a actividade em 1998, com a despedida do Cabo nas Festas da Bênção do Gado na Vila de Riachos. Reunidos novamente vários aficionados de Riachos em 2010 e 2011, e realizados diversos treinos, foi formado o actual Grupo, tendo a estreia decorrido na Vila de Riachos a 27 de Julho de 2012 nas Festas da Bênção do Gado, sob a liderança do Cabo Carlos Branco.

## Cabos
1. Carlos Branco (2011–2015)
2. João Branco (2015–presente)